# ميودراغ بوجوفيتش
ميودراغ بوجوفيتش (22 يونيو 1968 في مويكوفاتش في الجبل الأسود – )؛ هو لاعب كرة قدم سابق كان يلعب كمدافع.

## وصلات خارجية
- ميودراغ بوجوفيتش على موقع رابطة كرة القدم اليابانية للمحترفين (اليابانية)
- ميودراغ بوجوفيتش على موقع قاعدة بيانات كرة القدم.إي يو (الإنجليزية)
- ميودراغ بوجوفيتش على موقع Soccerway.com (الإنجليزية)
- ميودراغ بوجوفيتش على موقع عالم كرة القدم.نت (الإنجليزية)